# Josep Maria Ribas Prous
Josep Maria Ribas Prous (Barcelona, 14 de desembre de 1940) és un fotògraf creatiu català especialista en la modalitat argèntica (monocroma, blanc i negre). Primer autor espanyol en rebre el títol de Maître de la Fédération Internationale de l'Art Photographique (MFIAP, 1985) i distingit amb les distincions de la FIAP: Artista -AFIAP- (1976), Excel·lència -EFIAP-(1981), Mestre -MFIAP-(1985) i Excel·lència FIAP per serveis prestats -ESFIAP- (1991). Membre d'honor de diferents societats i salons fotogràfics, citat per artistes del sector com un dels fotògrafs amb més premis nacionals i internacionals. La seva obra està exposada en 62 museus internacionals i col·leccions privades de tot el món.
Dels temes de la seva obra destaca el nu artístic, el conceptualisme i el pictorialisme, el paisatge, el reportatge humà. Definit com un autor d'estil inconfusible, el seu recorregut artístic es basa en una recerca constant de l'estètica, que troba en la simplicitat del tema com a "leit motif", recolzat per un profund coneixement de la tècnica i dels procediments fotogràfics. Reconegut en els inicis de la seva carrera per la seva mestria en el tractament d'imatges mitjançant viratge al sulfur, seleni i or. Ha treballat amb procediments pigmentaris (procés a la goma bicromatada i procés al carbó) i en la investigació i divulgació d'altres procediments històrics o primitius denominats nobles, com la cianotipia, el paper salat, el procediment a l'albúmina, platinotípia o bromoli. En les obres dels darrers anys ha experimentat i investigat amb noves opcions dins de la modalitat de la fotografia estenopeica (pinhole) i el col·lodió (wet plate).
Actualment és President de l'Agrupació Fotogràfica de Reus (AFR), traslladada al CIMIR (Centre de la Imatge de Mas Iglesias de Reus) i Director i fundador (1979) dels Arxius Històrics de l'AFR, i és conegut per la seva tasca de recuperació d'arxius fotogràfics. És també membre del Consell Assessor de Fotografia del Museu Nacional d'Art de Catalunya (MNAC) i membre de la Sociedad para la Historia de la Fotografía Española, fundada el 1986 per Miguel Ángel Yáñez Polo. Altres perfils relacionats amb la seva experiència com a fotògraf inclouen: el comissariat d'exposicions, la participació com a jurat en concursos fotogràfics i la tasca com a mestre i educador seguit per generacions futures de fotògrafs.
L'any 2019 va guanyar el Premio Nacional de Fotografía Piedad Isla, atorgat per la Diputació de Palència.